# Roberto Amadei
(Mons. Roberto Amadei durante un discorso in università, 2003)
Roberto Amadei (Verdello, 13 febbraio 1933 – Bergamo, 29 dicembre 2009) è stato un vescovo cattolico italiano.

## Biografia
Nacque nella cascina Zaccagna, a Verdello, in provincia e diocesi di Bergamo, il 13 febbraio 1933. Era il terzogenito di una famiglia composta da quattro fratelli e una sorella. Il padre, Angelo, era un operaio della Dalmine, mentre la mamma, Angela Nisoli, era una casalinga. All'età di 5 anni si trasferì con la famiglia nella vicina Pognano.

### Formazione e ministero sacerdotale
Dopo aver frequentato le classi elementari a Pognano e le medie a Verdello, ad 11 anni entrò nel seminario di Clusone, proseguendo poi gli studi liceali nel seminario di Bergamo.
Il 16 marzo 1957 fu ordinato presbitero, nella chiesa di San Giovanni in seminario, dal vescovo di Bergamo Giuseppe Piazzi.
Dopo l'ordinazione fu inviato nel Pontificio Seminario Romano Maggiore a Roma, dove si licenziò in sacra teologia. Ottenne la laurea in storia ecclesiastica presso la Pontificia Università Gregoriana.
Nel 1960 iniziò ad insegnare presso la scuola di teologia del seminario diocesano di Bergamo, della quale divenne preside nel 1968. Nel 1981 fu nominato rettore del seminario.
Il 13 novembre 1984 papa Giovanni Paolo II gli conferì il titolo onorifico di prelato d'onore di Sua Santità.

### Ministero episcopale
Il 21 aprile 1990 papa Giovanni Paolo II lo nominò vescovo di Savona-Noli; succedette a Giulio Sanguineti, precedentemente nominato vescovo della Spezia-Sarzana-Brugnato. Il 2 giugno successivo ricevette l'ordinazione episcopale, nella chiesa ipogea del seminario vescovile, dal vescovo Giulio Oggioni, co-consacranti l'arcivescovo Clemente Gaddi e il vescovo Angelo Paravisi.
Il 21 novembre 1991 lo stesso Giovanni Paolo II lo nominò vescovo di Bergamo, dove succedette a Giulio Oggioni, dimessosi per raggiunti limiti di età. Il 26 gennaio 1992 prese possesso della diocesi.
Al termine della visita pastorale, che lo vide impegnato per 9 anni, indisse il 37º sinodo diocesano della Chiesa di Bergamo, con tema "la parrocchia": iniziò nell'ottobre 2006 e finì l'anno successivo. Tale sinodo fu indetto a 52 anni dal precedente, celebrato dal vescovo Adriano Bernareggi nel 1952.
Durante il suo episcopato compì 14 viaggi di matrice missionaria, campo nel quale gli si riconobbe il merito storico di aver aperto la prima missione cattolica nella Cuba di Fidel Castro.
Si interessò spesso di storiografia, in particolare dei rapporti fra Chiesa cattolica e Stato italiano dall'Unità all'Epoca contemporanea in ambito locale.
Il 22 gennaio 2009 papa Benedetto XVI accolse la sua rinuncia, presentata per raggiunti limiti di età, al governo pastorale della diocesi di Bergamo; gli succedette Francesco Beschi, fino ad allora vescovo ausiliare di Brescia. Rimase amministratore apostolico della diocesi fino al 15 marzo, giorno dell'ingresso del successore, al quale consegnò il pastorale che fu del vescovo Giacomo Radini-Tedeschi.
In seguito all'aggravarsi delle sue condizioni di salute, nella mattinata del 10 ottobre 2009 monsignor Beschi gli conferì il sacramento dell'unzione degli infermi, invitando nel contempo i fedeli a ricordare monsignor Amadei nella preghiera. Tale invito fu accolto da tutte le parrocchie della diocesi che ebbero modo di pregare per il vescovo emerito durante la messa domenicale dell'11 ottobre 2009.
Morì a Bergamo la mattina del 29 dicembre 2009, all'età di 76 anni. Le esequie, celebrate il 2 gennaio 2010 nel duomo di Bergamo, furono presiedute dal cardinale Dionigi Tettamanzi, arcivescovo metropolita di Milano con numerosa partecipazione della conferenza episcopale lombarda e del clero bergamasco. Fu sepolto nella cripta dei vescovi nella cattedrale bergamasca.

## Genealogia episcopale e successione apostolica
La genealogia episcopale è:
- Cardinale Scipione Rebiba
- Cardinale Giulio Antonio Santori
- Cardinale Girolamo Bernerio, O.P.
- Arcivescovo Galeazzo Sanvitale
- Cardinale Ludovico Ludovisi
- Cardinale Luigi Caetani
- Cardinale Ulderico Carpegna
- Cardinale Paluzzo Paluzzi Altieri degli Albertoni
- Papa Benedetto XIII
- Papa Benedetto XIV
- Papa Clemente XIII
- Cardinale Marcantonio Colonna
- Cardinale Giacinto Sigismondo Gerdil, B.
- Cardinale Giulio Maria della Somaglia
- Cardinale Carlo Odescalchi, S.I.
- Cardinale Costantino Patrizi Naro
- Cardinale Lucido Maria Parocchi
- Papa Pio X
- Papa Benedetto XV
- Papa Pio XII
- Cardinale Eugène Tisserant
- Papa Paolo VI
- Cardinale Giovanni Colombo
- Vescovo Giulio Oggioni
- Vescovo Roberto Amadei

La successione apostolica è:
- Vescovo Lino Bortolo Belotti (1999)

## Opere
- Andrea Paiocchi (a cura di), Ripensare la politica, Contributi di R. Amadei et al., Presentazione di Giulio Oggioni, Grafital, stampa 1989 (Torre Boldone, Tipolitografia Grafital).
- Angelo Bendotti (a cura di), Il movimento operaio e contadino bergamasco dall'Unità al secondo dopoguerra, Contributi di Roberto Amadei et al., Bergamo, La porta Centro studi e documentazione, 1981.
- Roberto Amadei, Nel "Sì" l'icona del Buon Pastore, Venezia, Marcianum Press, 2011
- Roberto Amadei, Cristo ha amato la Chiesa: omelia del vescovo: messa crismale, giovedì santo 12 aprile 2001, Bergamo, Litostampa Istituto Grafico Gorle, 2001.
- Roberto Amadei, Esercizi spirituali delle comunità parrocchiali: predicati dal vescovo: 17-21 febbraio 1997, Chiesa Ipogea del seminario vescovile, Bergamo, Litostampa Istituto grafico Gorle, 1997.
- Roberto Amadei, Il clero bergamasco e il Risorgimento italiano, 1831-1861: tesi di laurea. o, Bergamo, a cura dell'Autore, 1970.
- Roberto Amadei, L'anziano e la famiglia, Bergamo, Università per anziani, Sindacato territoriale pensionati Cisl, 1994.
- Roberto Amadei, Non trascurare il dono spirituale che e in te, Bergamo, Litostampa istituto grafico, 2000.
- Roberto Amadei, Programma pastorale per la Diocesi di Bergamo: biennio pastorale 1994-1996, Gorle, Litostampa, 1994.
- Roberto Amadei, Scritti, pensieri e discorsi su Maria Elisabetta Mazza, Con interventi di Roberto Amadei, Padre Luigi Crippa, Mons. Giuseppe Martinelli, Bergamo, Litostampa Istituto grafico Gorle, 1993.
- Roberto Amadei et al., Pacem in terris, impegno permanente: le comunità cristiane protagoniste di segni e gesti di pace, Prefazione di Paolo Tarchi, Saronno, Monti, 2004.
- Roberto Amadei et al., Paola Elisabetta Cerioli: la sua esperienza, il suo progetto e la nostra vicenda, contributi per l'interpretazione, Bergamo, Seminario Sacra Famiglia, 1997.
- Roberto Amadei et al., Giovanni XXIII beato, Presentazione di P. Luca De Rosa OFM postulatore della Causa, Città del Vaticano, L'Osservatore Romano, 2000.